# 김천시·금릉군 (1963년 선거구)
김천시·금릉군은 대한민국의 옛 국회의원 선거구이다. 당시 경상북도 김천시, 금릉군 지역을 관할했다.

## 역사
제6대 국회의원 선거를 앞두고 김천시 선거구와 금릉군 선거구가 통합되면서 신설되었다.
제9대 국회의원 선거를 앞두고 상주군 선거구와 통합되면서 김천시·금릉군·상주군 선거구를 이루게 됨에 따라 폐지되었다.

## 역대 국회의원
| 선거   | 정당 | 정당       | 의원   |
| ------ | ---- | ---------- | ------ |
| 1963년 |      | 민주공화당 | 백남억 |
| 1967년 |      | 민주공화당 | 백남억 |
| 1971년 |      | 민주공화당 | 백남억 |

## 역대 선거 결과

### 대한민국 제6대 국회의원 선거
|  | 47.09% |

|  | 42.36% |

|  | 4.93% |

|  | 3.04% |

|  | 2.56% |

|  | 0% |

### 대한민국 제7대 국회의원 선거
|  | 50.62% |

|  | 39.85% |

|  | 2.87% |

|  | 2.70% |

|  | 2.21% |

|  | 1.72% |

### 대한민국 제8대 국회의원 선거
|  | 53.97% |

|  | 33.01% |

|  | 13.01% |